# Eliasz I (hospodar mołdawski)

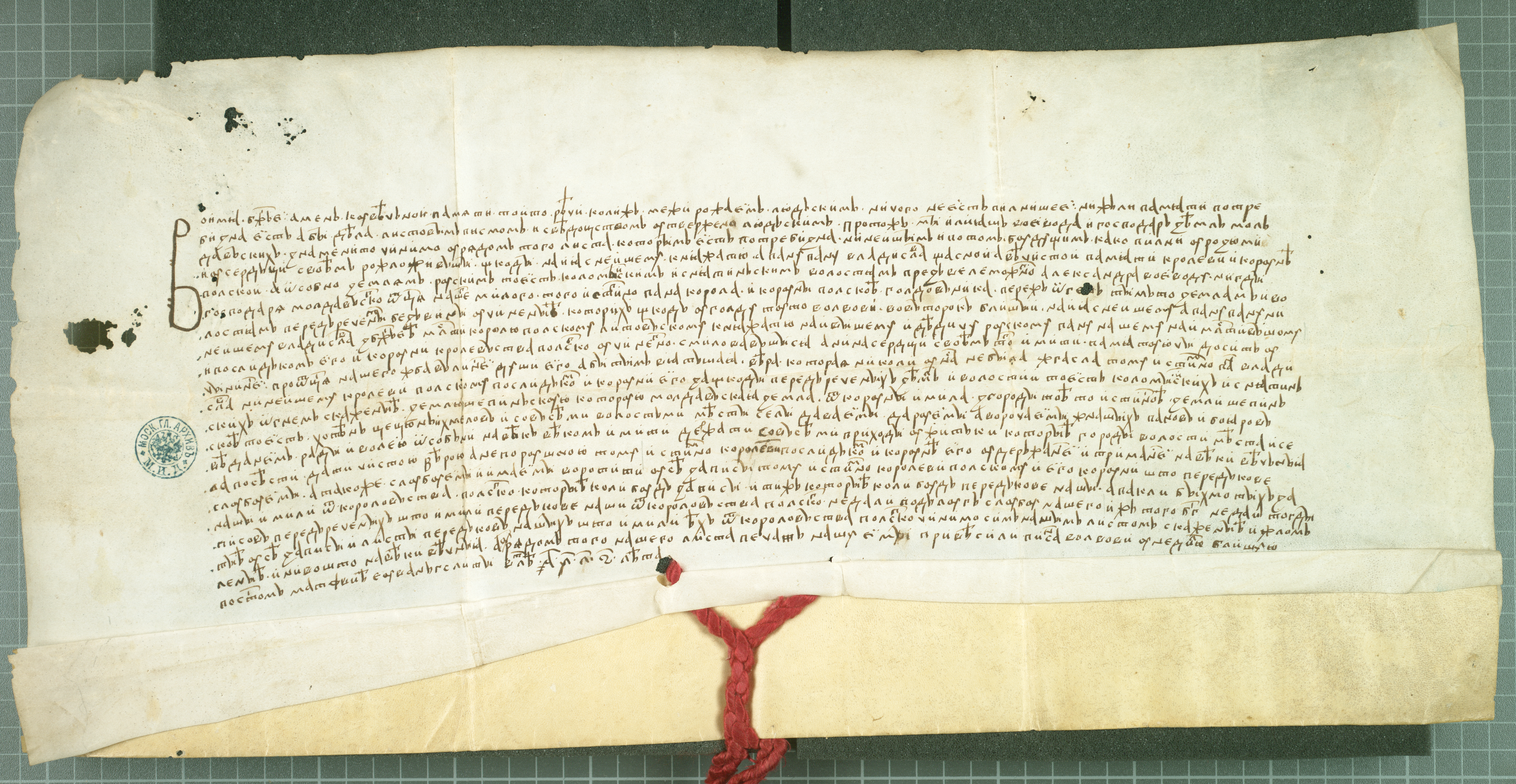
Eliasz I, hospodar mołdawski, zwraca Władysławowi Warneńczykowi, królowi polskiemu, ziemię szypienicką i miasta Chocim, Cecuń, Chmielów jako rekompensatę za najazd (1437 r.)

Eliasz I (rum. Iliaș; ur. 1409, zm. 1448) – hospodar mołdawski w latach 1432–1433 lub 1434 i 1435–1443 z dynastii Muszatowiczów.

## Życiorys
Był synem Aleksandra Dobrego i jego drugiej żony Anny Neacşy. Objął tron po śmierci ojca w 1432. Początkowo próbował utrzymywać wywalczoną przez ojca suwerenność Mołdawii. Już w 1432 rozpadł się sojusz z Wołoszczyzną, na którą Eliasz najechał, a wkrótce później oba kraje wyczerpane starciem dotknął najazd turecki. W tej sytuacji Eliasz uznał w 1433 zwierzchnictwo polskie. Jednak już wkrótce (w 1433 lub 1434) został obalony przez bojarów, popierających jego młodszego brata Stefana II, z którym już wcześniej Eliasz był w konflikcie.
Eliasz został uwięziony na zamku w Sieradzu na żądanie Stefana, wyszedł jednak z niewoli po śmierci sprzyjającego Stefanowi Władysława Jagiełły. W 1435 z pomocą polskiego rodu możnowładczego Odrowążów wygrał bitwę pod Podragą, odzyskał tron, ale musiał podzielić się władzą ze Stefanem (Eliaszowi przypadła Mołdawia północna ze stolicą w Suczawie, a Stefanowi Mołdawia południowa ze stolicą w Vaslui, przy czym Eliasz miał być zwierzchnim władcą całego kraju).
Efektem wsparcia polskiego w walce o tron było uznanie zwierzchnictwa polskiego nad Mołdawią jeszcze w 1435. W 1436 jednak Eliasz został pokonany przez Stefana, który odtąd zapewnił sobie równorzędną pozycję w kraju. W tym samym roku Eliasz złożył we Lwowie hołd lenny królowi polskiemu Władysławowi Warneńczykowi. Na pewien czas stosunki w księstwie się ustabilizowały, choć zmiany w sytuacji międzynarodowej nie działały na korzyść Eliasza. Wykorzystał to Stefan, który go w 1443 zaatakował i pokonał. Próba Eliasza odzyskania tronu zakończyła się klęską w 1444 – został uwięziony przez Stefana i oślepiony.

## Małżeństwo i potomstwo
Pomiędzy 1424 a 1427 poślubił Marię Holszańską, siostrę królowej polskiej Zofii Holszańskiej. Z tego małżeństwa pochodzili późniejsi hospodarowie mołdawscy Roman II i Aleksander II.